# Eudule secticolor
Eudule secticolor là một loài bướm đêm trong họ Geometridae.